# Edward Kitsis
Edward Lawrence Kitsis, talvolta accreditato come Eddy Kitsis (Minneapolis, 4 febbraio 1971), è uno sceneggiatore e produttore televisivo statunitense.
È noto soprattutto come sceneggiatore, in collaborazione con Adam Horowitz, delle serie televisive di ABC Lost e C'era una volta, oltre che per essere il co-ideatore di quest'ultima. In ambito cinematografico ha sceneggiato, sempre con Horowitz, il film Tron: Legacy del 2010.

## Filmografia

### Sceneggiatore
- Popular – serie TV, 8 episodi (1999-2001)
- Felicity – serie TV, episodi 4x03-4x09 (2001)
- Birds of Prey – serie TV, 5 episodi (2002-2003)
- Black Sash – serie TV, episodio 1x04 (2003)
- Life as We Know It – serie TV, episodio 1x08 (2004)
- Confessioni di una giovane sposa (Confessions of an American Bride), regia di Douglas Barr – film TV (2005)
- Lost – serie TV, 21 episodi (2005-2010)
- Lost: Missing Pieces – serie TV, episodio 1x02 (2007)
- Tron: Legacy, regia di Joseph Kosinski (2010)
- C'era una volta (Once Upon a Time) – serie TV, 156 (2011-2018)
- C'era una volta nel Paese delle Meraviglie (Once Upon a Time in Wonderland) – serie TV, 13 episodi (2013-2014)

### Produttore
- Felicity – serie TV, 14 episodi (2001-2002)
- Birds of Prey – serie TV, 9 episodi (2002-2003)
- Black Sash – serie TV, 3 episodi (2003)
- Life as We Know It – serie TV, 2 episodi (2004-2005)
- Lost – serie TV, 98 episodi (2005-2010)
- Lost: Missing Pieces – serie TV, 13 episodi (2007-2008)
- C'era una volta (Once Upon a Time) – serie TV, 142 episodi (2011-2018)
- C'era una volta nel Paese delle Meraviglie (Once Upon a Time in Wonderland) – serie TV, 7 episodi (2013-2014)
- Dead of Summer – serie TV, 4 episodi (2016)